# Synagoga Sinai w Denver
Synagoga Sinai w Denver – synagoga położona w amerykańskim mieście Denver. Założona w 1967 roku przez rabina Raymonda Zwerina.
Obecnie w synagodze odprawiane są regularnie nabożeństwa oraz spotkania kworów modlitewnych. Oprócz tego przy synagodze znajduje się szkoła wyznaniowa, a także organizowane są zajęcia dla dzieci w wieku przedszkolnym.
Obecnie głównym rabinem synagogi po odejściu rabina Zewrina został Richard Rcheins, a jego asystentem – Jay TelRav.